# Govenia lagenophora
Govenia lagenophora är en orkidéart som beskrevs av John Lindley. Govenia lagenophora ingår i släktet Govenia och familjen orkidéer. Inga underarter finns listade i Catalogue of Life.